# Phaonia nigricans
Phaonia nigricans este o specie de muște din genul Phaonia, familia Muscidae, descrisă de Oskar Augustus Johannsen în anul 1916. Conform Catalogue of Life specia Phaonia nigricans nu are subspecii cunoscute.